# Petr Fiala (komponist)
 For alternative betydninger, se Petr Fiala. (Se også artikler, som begynder med Petr Fiala)
Petr Fiala (født 25. marts 1943 i Pelhřimov, Tjekkiet) er en tjekkisk komponist, dirigent, pianist , professor, lærer og korleder.
Fiala studerede komposition, klaver og direktion på Musikkonservatoriet i Brno hos Jan Kapr.
Han har skrevet 3 symfonier, orkesterværker, kammermusik, operaer, balletmusik, koncertmusik, vokalværker, instrumentalværker etc.
Fiala har undervist som professor og lærer i komposition på Musikkonservatoriet i Brno siden 1971. Han har dirigeret flere kor i Tjekkiet såsom det Tjekkiske Filharmoniske Kor Brno, og har gæstedirigeret i flere lande med orkestre som Wiener Filharmonikerne og London Symfoniorkester.

## Udvalgte værker
- Symfoni nr. 1 (1970) - for orkester
- Symfoni nr. 2 "Lyrisk" (1978) - for to fortællere og orkester
- Symfoni nr. 3 "Beskeden" (1985) - for baryton og orkester